# Anna Chancellor
Anna Theodora Chancellor (Richmond upon Thames, 27 aprile 1965) è un'attrice britannica.

## Biografia
Anna Chancellor nasce a Richmond upon Thames, quartiere di Londra ed è figlia di Mary Alice Jolliffe (figlia di William Jolliffe, 4º barone Hylton) e John Paget Chancellor. Da parte di madre, è bis-nipote del primo ministro Herbert Henry Asquith, e da parte di padre, è la bis-nipote del conte di Winchelsea e Nottingham. Suo zio è il giornalista Alexander Chancellor e Jane Austen è una sua prozia di ottavo grado. Altra sua lontana cugina è l'attrice Helena Bonham Carter. La Chancellor fu accettata alla London Academy of Music and Dramatic Art ma al terzo anno lasciò gli studi poiché rimase incinta del poeta scozzese Jock Scott. La figlia, Poppy, è nata nel 1988. Alla fine della relazione con Scott, Anna Chancellor ha sposato il cameraman Nigel Willoughby conosciuto sul set delle riprese di uno spot pubblicitario per la Boddington. I due hanno divorziato nel 1999.
La Chancellor è attrice di cinema, di film per la televisione, serie TV e teatro. È nota in patria per il suo ruolo da protagonista nella serie televisiva inglese Kavanagh QC, e internazionalmente per la sua partecipazione alla commedia Quattro matrimoni e un funerale dove interpreta l'aristocratica Henrietta innamorata ossessivamente di Charles, interpretato da Hugh Grant. Fra gli altri ruoli da ricordare quello di Caroline Bingley nella miniserie televisiva del 1995 Orgoglio e pregiudizio, tratto dal romanzo di Jane Austen. Ha partecipato anche a L'uomo che sapeva troppo poco, Una ragazza e il suo sogno, The Dreamers - I sognatori, Guida galattica per autostoppisti, St. Trinian's e Testimoni silenziosi.

## Filmografia parziale

### Cinema
- Killing Dad or How to Love Your Mother, regia di Michael Austin (1989)
- Quattro matrimoni e un funerale (Four Weddings and a Funeral), regia di Mike Newell (1994)
- La principessa degli intrighi (Princess Caraboo), regia di Michael Austin 1994
- Tom & Viv - Nel bene, nel male, per sempre (Tom & Viv), regia di Brian Gilbert (1994)
- Favole (FairyTale: A True Story), regia di Charles Sturridge (1997)
- L'uomo che sapeva troppo poco (The Man Who Knew Too Little), regia di Jon Amiel (1997)
- Sposami, Kate! (Crush), regia di John McKay (2001)
- Una ragazza e il suo sogno (What a Girl Wants), regia di Dennie Gordon (2003)
- The Dreamers - I sognatori (The Dreamers), regia di Bernardo Bertolucci (2003)
- Agente Cody Banks 2 - Destinazione Londra (Agent Cody Banks 2: Destination London), regia di Kevin Allen (2004)
- Guida galattica per autostoppisti (The Hitchhiker's Guide to the Galaxy), regia di Garth Jennings (2005)
- Complicità e sospetti (Breaking and Entering), regia di Anthony Minghella (2006)
- St. Trinian's, regia di Oliver Parker e Barnaby Thompson (2007)
- Come vivo ora (How I Live Now), regia di Kevin Macdonald (2013)
- Testament of Youth, regia di James Kent (2014)
- This Beautiful Fantastic, regia di Simon Aboud (2016)
- The Happy Prince - L'ultimo ritratto di Oscar Wilde (The Happy Prince), regia di Rupert Everett (2018)
- For Love or Money (The Revenger: An Unromantic Comedy), regia di Mark Murphy (2019)
- Alice e Peter (Come Away), regia di Brenda Chapman (2020)
- La signora Harris va a Parigi (Mrs. Harris Goes to Paris), regia di Anthony Fabian (2022)

### Televisione
- Jupiter Moon – serie TV, 50 episodi (1990-1996)
- Ispettore Morse (Inspector Morse) – serie TV, episodio 6x05 (1992)
- Poirot (Agatha Christie's Poirot) - serie TV, episodio 5x06 (1993)
- Orgoglio e pregiudizio (Pride and Prejudice) – miniserie TV, 6 puntate (1995)
- Fortysomething – serie TV, 6 episodi (2003)
- Spooks – serie TV, 15 episodi (2005-2007)
- Miss Marple (Agatha Christie's Marple) – serie TV, episodio 4x02 (2008
- Law & Order: UK – serie TV, 2 episodi (2009-2010)
- Testimoni silenziosi (Silent Witness) – serie TV, 2 episodi (2010)
- Downton Abbey – serie TV, episodio 5x01 (2014)
- Penny Dreadful – serie TV, episodio 1x05 (2014)
- Inside No. 9 – serie TV, episodio 1x01 (2014)
- Fleming - Essere James Bond (Fleming: The Man Who Would Be Bond) – miniserie TV, 4 puntate (2014)
- Grantchester - serie TV, 1 episodio (2016)
- Shetland - serie TV, 4 episodi (2016)
- The Crown – serie TV, episodio 2x07 (2017)
- Trust – serie TV, 8 episodi (2018)
- Le due verità (Ordeal by Innocence) – miniserie TV, 3 puntate (2018)
- Pennyworth – serie TV, 14 episodi (2019-2022)
- Delitti in Paradiso (Death in Paradise) - serie TV, episodio 8x04 (2019)
- Hotel Portofino – serie TV, 6 episodi (2022)
- That Dirty Black Bag – miniserie TV, 5 puntate (2022)
- My Lady Jane – serie TV (2024)

## Teatro
- Boston Marriage, Donmar Warehouse - marzo-aprile 2001; Donmar West End - novembre 2001-febbraio 2002.[6]
- Mammals at the Oxford Playhouse and touring - Lorna, gennaio 2006
- Never So Good, National Theatre - Estate 2008
- The Observer, National Theatre - Primavera 2009.[7]

## Doppiatrici italiane
Nelle versioni in italiano delle opere in cui ha recitato, Anna Chancellor è stata doppiata da:
- Barbara Castracane in Quattro matrimoni e un funerale, This Beautiful Fantastic, My Lady Jane
- Barbara Berengo Gardin in Orgoglio e pregiudizio
- Laura Boccanera in Una ragazza e il suo sogno
- Gaia Bastreghi in The Dreamers - I sognatori
- Melina Martello in Agente Cody Banks 2 - Destinazione Londra
- Francesca Fiorentini in Guida galattica per autostoppisti
- Mohsen Widad in St. Trinian's
- Roberta Paladini in The Happy Prince - L'ultimo ritratto di Oscar Wilde
- Franca D'Amato ne Le due verità
- Emanuela Rossi in Pennyworth
- Emanuela Baroni in Hotel Portofino
- Cinzia De Carolis in La signora Harris va a Parigi
- Emanuela D'Amico in That Dirty Black Bag

## Ascendenza
|                                    |                                        |                                         | Genitori                                           |  |  | Nonni |  |  | Bisnonni                   |  |  | Trisnonni         |  |
|                                    |                                        |                                         |                                                    |  |  |       |  |  | sir John Robert Chancellor |  |  | Edward Chancellor |  |
|                                    |                                        |                                         |                                                    |  |  |       |  |  | sir John Robert Chancellor |  |  | Edward Chancellor |  |
|                                    |                                        | Anne Helen Tod                          |                                                    |  |  |       |  |  | sir John Robert Chancellor |  |  |                   |  |
| sir Christopher Chancellor         |                                        |                                         |                                                    |  |  |       |  |  | sir John Robert Chancellor |  |  |                   |  |
|                                    |                                        | Mary Elizabeth Howard Thompson          | George Rodie Thompson                              |  |  |       |  |  |                            |  |  |                   |  |
|                                    |                                        | Mary Elizabeth Howard Thompson          | George Rodie Thompson                              |  |  |       |  |  |                            |  |  |                   |  |
|                                    |                                        | Mary Elizabeth Howard Thompson          | Alice Howard Barber                                |  |  |       |  |  |                            |  |  |                   |  |
| John Paget Chancellor              |                                        | Mary Elizabeth Howard Thompson          |                                                    |  |  |       |  |  |                            |  |  |                   |  |
|                                    |                                        | sir Richard Paget, II baronetto         | sir Richard Paget, I baronetto                     |  |  |       |  |  |                            |  |  |                   |  |
|                                    |                                        | sir Richard Paget, II baronetto         | sir Richard Paget, I baronetto                     |  |  |       |  |  |                            |  |  |                   |  |
|                                    |                                        | sir Richard Paget, II baronetto         | Caroline Isabel Surtees                            |  |  |       |  |  |                            |  |  |                   |  |
| Sylvia Mary Paget                  |                                        | sir Richard Paget, II baronetto         |                                                    |  |  |       |  |  |                            |  |  |                   |  |
|                                    |                                        | lady Muriel Finch-Hatton                | Murray Finch-Hatton, XII conte di Winchilsea       |  |  |       |  |  |                            |  |  |                   |  |
|                                    |                                        | lady Muriel Finch-Hatton                | Murray Finch-Hatton, XII conte di Winchilsea       |  |  |       |  |  |                            |  |  |                   |  |
|                                    |                                        | lady Muriel Finch-Hatton                | Edith Vernon Harcourt                              |  |  |       |  |  |                            |  |  |                   |  |
| Anna Chancellor                    |                                        | lady Muriel Finch-Hatton                |                                                    |  |  |       |  |  |                            |  |  |                   |  |
|                                    | sir Hylton Jolliffe, III barone Hylton | sir Hedworth Jolliffe, II barone Hylton |                                                    |  |  |       |  |  |                            |  |  |                   |  |
|                                    | sir Hylton Jolliffe, III barone Hylton | sir Hedworth Jolliffe, II barone Hylton |                                                    |  |  |       |  |  |                            |  |  |                   |  |
|                                    | sir Hylton Jolliffe, III barone Hylton | lady Agnes Byng                         |                                                    |  |  |       |  |  |                            |  |  |                   |  |
| William Jolliffe, IV barone Hylton | sir Hylton Jolliffe, III barone Hylton |                                         |                                                    |  |  |       |  |  |                            |  |  |                   |  |
|                                    |                                        | lady Alice Hervey                       | Frederick Hervey, III marchese di Bristol          |  |  |       |  |  |                            |  |  |                   |  |
|                                    |                                        | lady Alice Hervey                       | Frederick Hervey, III marchese di Bristol          |  |  |       |  |  |                            |  |  |                   |  |
|                                    |                                        | lady Alice Hervey                       | Geraldine Georgiana Mary Anson                     |  |  |       |  |  |                            |  |  |                   |  |
| hon. Alice Jolliffe                |                                        | lady Alice Hervey                       |                                                    |  |  |       |  |  |                            |  |  |                   |  |
|                                    |                                        | lord Raymond Asquith                    | Herbert Henry Asquith, I conte di Oxford e Asquith |  |  |       |  |  |                            |  |  |                   |  |
|                                    |                                        | lord Raymond Asquith                    | Herbert Henry Asquith, I conte di Oxford e Asquith |  |  |       |  |  |                            |  |  |                   |  |
|                                    |                                        | lord Raymond Asquith                    | Helen Kelsall Melland                              |  |  |       |  |  |                            |  |  |                   |  |
| lady Perdita Asquith               |                                        | lord Raymond Asquith                    |                                                    |  |  |       |  |  |                            |  |  |                   |  |
|                                    |                                        | Katharine Frances Horner                | sir John Francis Fortescue Horner                  |  |  |       |  |  |                            |  |  |                   |  |
|                                    |                                        | Katharine Frances Horner                | sir John Francis Fortescue Horner                  |  |  |       |  |  |                            |  |  |                   |  |
|                                    |                                        | Katharine Frances Horner                | Frances Jane Graham                                |  |  |       |  |  |                            |  |  |                   |  |
|                                    |                                        | Katharine Frances Horner                |                                                    |  |  |       |  |  |                            |  |  |                   |  |